# Муса Челебі
Муса Челебі (осман. موسى چلبی‎ тур. Mûsâ Çelebî ; розум. 5 липня 1413) — син османського султана Баязида I. Після поразки османів у Битві при Анкарі (1402) Муса Челебі разом із батьком потрапив у полон до Тамерлана.
Тамерлан розділив Османську імперію. Він відновив усі бейлики, раніше захоплені османами, а решту території імперії розділив на три частини: Сулейман Челебі контролював Румелію, а в Анатолії османські території були розділені між Ісою Челебі (столиця в Бурсі) і Мехмедом Челебі (столиця в Амасьї). Почалося османське міжправління.
Після смерті Баязида 1403 року Тамерлан відправив Мусу разом з тілом його батька до Якуба Герміяноглу, який передав його Мехмеду Челебі. Від імені Муси Мехмед Челебі захопив Бурсу, Іса втік і загинув. За цим був період боротьби Сулеймана Челебі і Мехмеда Челебі за Анатолію. У цей час Мехмед Челебі відправив Мусу, який обіцяв стати його васалом, до Румелії, щоб відволікти Сулеймана Челебі. Муса переміг Сулеймана Челебі і став незалежно правити в Едірні. У протистоянні Муси і Мехмеда Челебі останній переміг. З поразкою та смертю Муси Мехмед Челебі залишився єдиним правителем османських земель. Період міжцарства завершився.

## Біографія
Принци в Османській імперії спочатку носили титули паша, емір, челебі, султан, бейлербей, бей . Усі сини Баязида I носили титул Челебі. Титули паші чи еміра носили старші сини правителя (Сулеймана часто називали еміром, Мусу та Ісу часто називали беями).

### Під опікою Мехмеда Челебі
Муса Челебі був сином османського султана Баязіда I. За словами М. Сюрейї, «історики не могли дійти єдиної думки, чи був він старший або молодший Мехмеда Челебі, але думка, що молодший, переважає». Турецький медієвіст Ф. Башар вважав його молодшим сином Баязіда, Н. Сакаоглу — старшим, К. Імбер писав «можливо, молодший». За словами Ч. Улучая, його матір'ю була Девлетшах-хатун, дочка бея Герміяногуллари Сулеймана, проте, за Н. Сакаоглу, про це немає точних відомостей.
Є дані, що за життя батька Муса брав участь у багатьох походах у Румелії як акинджи. 1402 року Муса, як і його брати — Мехмед, Сулейман, Іса і Мустафа, знаходився в армії Баязида під час битви при Анкарі. Згідно Нізамі ад-Діну Шамі, Муса разом з Ісою і Мустафою бився в задніх рядах загону, яким командував його батько. У цій битві Баязид зазнав поразки і потрапив у полон. За звітом, написаним зі слів італійця, який перебував в армії Баязида під час битви, в полон разом з Баязидом потрапили двоє синів. Одним із них був Муса. Нізам ад-Дін Шамі стверджував, що після битви люди Тамерлана знайшли Мусу і привели до свого господаря.

### Ранні роки
Після перемоги біля Анкари 1402 року Тамерлан розділив Османську імперію. Він відновив усі бейлики, раніше захоплені османами, а решту території імперії розділив на три частини. Сулейман Челебі контролював Румелію (столиця в Едірне), а в Анатолії османські території були розділені між двома іншими братами Муси: Ісою Челебі (столиця в Бурсі) та Мехмедом Челебі (столиця в Амасьє).
Сулейман Челебі заручився підтримкою імператора Візантії Мануїла II. Він повернув йому захоплені раніше османами Салоніки та частину Фракії та одружився з племінницею імператора. Крім того, він відправив до Константинополя заручниками брата Касима та свого сина Орхана.
Після смерті Баязіда в 1403 Тамерлан звільнив Мусу і відправив його відвезти тіло батька в Бурсу. Анонімна хроніка «Ахваль-і Султан Мехмед», написана в період правління Мехмеда Челебі, повідомляє, що останній отримав лист від Тамерлана про смерть Баязида. Після цього до нього прибув Якуб Герміяноглу і повідомив, що Муса та тіло Баязіда знаходяться в Акшехірі. Нібито Тамерлан доручив доставити їх Мехмеду Челебі, «оскільки такою була воля» покійного. Нешрі також стверджував, що Муса був посланий Тамерланом до Якуба і що Мехмед Челебі, став правителем Бурси, попросив Якуба передати йому Мусу і тіло батька.
На думку історика Д. Кастриціса, це є сумнівним. Більш надійним є повідомлення тимуридського історика Шарафаддіна Язді. Він стверджував, що коли Баязид помер у Акшехірі, Тамерлан залишив розпорядження, яким Муса мав останки батька поховати в Бурсі біля мечеті, яку той побудував. За Язді, Муса отримав ярлик на правління в Бурсі, почесну мантію, пояс, меч і сто осідланих коней. Деякі османські джерела також стверджували, що Тамерлан передав йому частину імперії Османа зі столицею в Бурсі, але додавали, що Іса Челебі відібрав у нього Бурсу.
Після відходу Тамерлана з Анатолії почався період активного протистояння синів Баязида один з одним. Муса був ще неповнолітнім, від його імені правил регент-атабек. Першим атабеком став Якуб. Ярлик Муси на Бурсу скасовував отриманий раніше такий самий ярлик Іси, від імені Муси його атабек міг захопити Бурсу і вигнати Ісу, але Якуб вирішив не діяти самостійно, оскільки неосманський завойовник міста міг отримати підтримки населення, а уклав союз із Мехмедом Челебы. У той час Мехмед Челебі не мав великої сили, у виявленому тексті листа Мехмеда Челебі Якубу він присягався бею Герміяна у відданості і дружбі на 30 років. Ймовірно, османський автор його життєпису хотів приховати цю деталь і зобразив передачу Муси і тіла Баязіда як виконання бажання Баязида та вказівки Тамерлана.
На Сівріхісар та Бейпазарі претендував Іса Челебі. Між ним та Мехмедом сталося кілька зіткнень. Мехмед Челебі здобув перемогу, і Іса втік до Карамана. Проте ворожнеча з Мехметом Караманоглу призвела до того, що Іса був упізнаний, спійманий і задушений в Ескішехірі.
Якуб-бей передав Мусу та тіло Баязида Мехмеду Челебі після того, як той переміг Ісу і захопив Бурсу. За життя Тамерлана захопити Бурсу міг лише опікун Муси, який мав ярлик, та від імені Муси. У цей період Мехмед Челебі побоювався Тамерлана, він навіть монети карбував від його імені. Можливо, саме це мав на увазі Ашикпашазаде, сучасник подій, коли писав, що Муса та Іса Челебі боролися один з одним за Бурсу та Караси і що з Бурси Ісу вигнав не Мехмед Челебі, а Муса. Незважаючи на те, що османські історики суперечать один одному щодо того, де перебував Муса між 1403 і 1409 роками (мало даних про Муса з 1403 до 1409 року, в цей час він перестає згадуватися в хроніках), він, ймовірно, у цей період залишався під опікою свого брата Мехмеда Челебі.

### У Карамані та Синопі
В 1403/04 роцы Сулейман Челебі захопив Бурсу і влаштувався в Анатолії. За повідомленнями з Рагузькоъ республіки від червня 1407 року, Сулейман Челебі переміг Мехмеда Челебі в битві, і останній втік і сховався у Джунейда Іміроглу (до середини 1407 року Джунейд перейшов на бік Мехмеда Челебі). Джунейд залучив до союзу Ілляса Ментешеоглу, Мехмета Караманоглу та Якуба Герміяноглу. Союзна армія беїв зібралася в Аясолуку. Сулейман Челебі виставив армію з 25 000 осыб і дістався Смирни. Джунейд зрадив Мехмеда Челебі і вирушив до Сулеймана Челебі. Мехмет Караманоглу та Якуб Герміяноглу, побачивши, що Джунейд зник посеред ночі, зібрали свої сили і швидко пішли на схід.
Мехмед Челебі звільнив Мусу, маючи намір використовувати проти Сулеймана Челебі. Після визволення Муса деякий час перебував у Анатолії. Ймовірно, його підтримували беї Караманоглу, Герміяноглу та Джандароглу. «Ахваль-і Султан Мехмед» і «Хроніка» Нешрі, не датуючи подію, згадують, що Муса залишав Мехмеда і відвідував Ісфендіяра і бея Карамана у зв'язку з конфліктом Сулеймана Челебі та Мехмеда Челебі. За «Ахваль-і Султан Мехмед», після того, як Сулейман Челебі захопив Бурсу, Муса просив дозволу у Мехмеда Челебі відправитися в Румелію за допомогою Ісфендіяра, щоб «стати там беєм». Це було відволікаючим маневром, щоб заманити Сулеймана Челебі до Румелії та розв'язати в Анатолії Мехмеду Челебі руки. Муса обіцяв Мехмеду Челебі правити як його васал. На думку Д. Кастриціса, така клятва Муси у розповіді була покликана виправдати майбутнє захоплення Румелії Мехмедом Челебі за «зраду» Муси. За «Ахваль-і Султан Мехмед», перша поїздка Муси була до Ісфендіяра. Під час цього візиту він не зміг висловити свого бажання. За цим джерело описує візит до Карамана, куди приїхали посланці з Валахії для узгодження деталей шлюбу дочки Мірчі з Мусою.
Сулейман Челебі розумів, що Муса може стати небезпечним суперником. Ашикпашазаде писав, що Сулейман Челебі через посланця передав беям Карамана та Герміяна, щоб вони «не відпускали його брата Мусу». Муса дізнався про це і втік до Синопу (місто Ісфендіяра). Валаське посольство та Муса вирушили до Ісфендіяра разом. Це могло бути 1408 року. Сулейман Челебі дізнався про це і виступив проти Ісфендіяра, але кампанія затяглася і не принесла успіхів. Сулейман Челебі був змушений зимувати у Гейнюку та вести переговори з беєм Джандарогулари. Однак, коли вони досягли угоди, Муса вже домовився переправитися до Валахії у супроводі послів Мірчі.
Д. Кастрицис вважав, що «за відсутності документальних джерел неможливо датувати переміщення Муси або реконструювати ці події цілком задовільним чином. Проте попереднього обговорення достатньо, щоб дати чітке уявлення про складні переговори, які призвели до переходу Муси до Валахії. Більшість сучасних учених [серед них К. Імбер і Ф. Башар] не змогли повністю взяти до уваги цю складність, просто стверджуючи, що Мехмед Челебі звільнив Мусу, який потім переправився до Валахії з Синопу за допомогою Ісфендіяра».

### У Румелії
Є докази того, що візантійський імператор Мануїл II Палеолог був замішаний у змові з метою доставити Мусу до Румелії. Симеон Солунський 1427 або 1428 року писав: «невірний Мойсей [Муса], якого благочестивий василевс [імператор] Мануїл запросив і вшанував великою увагою, забезпечивши його рясним провізією і компетентними помічниками, і переправив його до Валахії» Патрік Бальфур не вважав слова Симеона заслуговують на довіру. Перші дії Муси в Румелії зафіксовані після вересня 1409 року. Ймовірно, Муса опинився у Румелії саме цього року. Турецький історик Ш. Текіндаг датував переїзд у Валахію липнем 1409, але не обґрунтував твердження. За Ніколае Йоргою, у написі на церкві в селі «у двох годинах від Охрида» згадується Муса (грец. βασιλίας αύφθέντου Τζαλαπί) як правив візантійського 6916 року (1407/08). Однак напис, що розглядається, просто згадує «Челебі», не називаючи Мусу.
Мірча, ворог Сулеймана Челебі, добре прийняв Мусу і дав за дружину свою дочку. У період між вереснем 1409 і січнем 1410 Муса здійснив набіг на Месембрію, яку Сулейман Челебі поступився Візантії 1403 року. За «Візантійською короткою хронікою», у січні 1410 року «прийшов Муса із землі татар і підкорився василевсу Кіру Мануїлу». Редактор хроніки П. Шрейнер вважав цю інформацію недостовірною.
У період правління Сулеймана Челебі у Румелії кількість набігів на християн зменшилась. Його політика щодо християн була загалом миролюбною. Акинджі були цим незадоволені, оскільки їхні доходи залежали від пограбування та військового видобутку. Вони згуртувалися навколо Муси. Однак якщо самим акинджі число набігів видавалося недостатнім, то християни вважали інакше. Підтримка Муси Мірч була результатом його боротьби з османами в Добруджі. За «Ахвалом», Мірча сильно постраждав від набігів акінджі і сподівався позбутися подальших, підтримавши Мусу. Костянтин Філософ також стверджував, що Мірча допоміг Мусі, «щоб помститися за те, що зробив із ним його брат [Сулейман]». За Ашикпашазаде, Мусу підтримали «всі товаджі та тимаріоти Румелі» (за Х. Іналджиком, «товаджі були офіцерами акінджі, які отримали тимар»). Костянтин Філософ писав, що Муса «зібрав із собою величезну кількість воїнів, насамперед розбійників». Мірча, мабуть, розумів, що для акінджі набіги були сенсом існування, і вирішив, що єдина можливість позбавитися їх набігів — направити їх на чужу територію . Крім акинджі, Мусу підтримали уджбеї Румелії.
За допомогою війська свого тестя в лютому 1410 року Муса вторгся у володіння Сулеймана Челебі. Йому вдалося легко зайняти Едірне. До травня того ж року він захопив Галліполі, щоб перешкодити Сулейману Челебі, який знаходився на момент нападу в Анатолії, потрапити до Румелії. Однак Сулейман Челебі звернувся до Мануїла II Палеолога, і той допоміг йому перетнути протоки. 15 червня 1410 року Сулейман Челебі переміг Мусу в битві при Космідіоні (Хаскей). Це була перша велика битва між братами. Вона описана у трьох візантійських коротких хроніках, Костянтином Філософом та Халкокондилом. За «Ахвалом», Муса програв битву, бо частина беїв переметнулися знову до Сулеймана Челебі. Їхні імена не вказані, але Костянтин Філософ стверджував, що перед битвою на бік Сулеймана Челебі перейшов Вук, брат Стефана Лазаревича . Згідно з Халкокондилом, Стефана вмовив перейти на бік Сулеймана Челебі Мануїл II. Цьому суперечить звіт Костянтина Філософа, за яким Стефан при Космідіоні бився на боці Муси і лише після поразки Муси вирушив до Мануїла.
Після битви при Космідіоні Муса та Сулейман Челебі боролися за контроль над Сербією та Болгарією. За з Костянтином Філософом, Сулейман Челебі послав брата Вука Лазаревича захопити землю Стефана. Муса відправив до Філіппополя еміра Ілляса, який повернув місто і захопив Вука Лазаревича та Лазаря Бранковича. Він доставив їх до Мусі, який стратив Вука за зраду. 11 липня 1410 року в Едірне між братами відбулася ще одна битва. За словами Костянтина Філософа, Муса перед битвою вимагав від Лазаря Бранковича переконати його старшого брата Джураджа стати на свій бік. Цю битву Муса теж програв і перед відступом з Едірне стратив Лазаря, залишивши його тіло на полі бою. Після поразки Муса сховався у тимчасового союзника, деспота Стефана Лазаревича. Незабаром Муса повернувся, і до осені 1410 року брати продовжували війну.
Георгій Бранкович вирушив з армією Сулеймана Челебі до Філіппополя і спалив місто як помсту за брата. За словами Костянтина Філософа, після того, як Георгій та Сулейман Челебі покинули Філіппополь, Муса відправив до міста одного зі своїх емірів. Він переконав мешканців, що Сулейман Челебі скинутий, і забрав зібрані там податки. Дізнавшись про це, Сулейман Челебі знову обклав мешканців податком. Крім того, Сулейман Челебі заарештував знатних мусульман і хотів їх стратити, але його переконали пробачити їх. Після того, як Сулейман Челебі пішов, у місто повернувся Муса, пограбував місто та вбив митрополита. Дізнавшись про це, знову повернувся Сулейман Челебі, а Муса знову втік.

### Смерть Сулеймана Челебі
Джерела неясно висвітлюють послідовність подій між битвою при Едірні (11 липня 1410) і останньою битвою Муси з Сулейманом Челебі (17 лютого 1411 року). Костянтин Філософ стверджував, що Сулейман Челебі платив своїм солдатам в Едірне, щоб заручитися їхньою підтримкою. Всі джерела згодні в тому, що в період між 11 липня 1410 і 17 лютого 1411 року Сулейман Челебі втратив підтримку переважної більшості прихильників. Вони масово перейшли на бік Муси, коли він з'явився в Едірне. В «останній зимовий день» (можливо, 13 лютого 1411 року) Муса здійснив набіг на Едірне. За грецькими та османськими джерелами, Муса для нападу скористався моментом, коли Сулейман Челебі був п'яний. Сулейман Челебі був у громадському хаммамі і прогнав тих, хто повідомив йому про напад Муси.
За «Ахвалом», коли один із його людей повідомив Сулейману Челебі в хаммамі, що Муса захопив територію навколо міста, він розгнівався, що його турбують, і наказав стратити вісника. Хаджі Евреноса він прогнав, а Хасану-аге звелів зголити бороду. Хасан-ага не переніс такої образи і перейшов на бік Муси з усією охороною Сулеймана Челебі. У результаті «з відомих беїв тільки Караджа-бек, Кара-Мукбіл та Орудж-бек залишилися з Сулейманом». «Коротка візантійська хроніка» описувала ці події схожим чином: «У міру того, як емір Сюльман почав купатися і випивав одну чарку за іншою, вельможі переситилися, і армії пішли і почали дезертувати до Муса-бека». Звіти Дукі та Ашикпашазаде аналогічні в частині пияцтва Сулеймана Челебі в хаммамі, його відмові повірити в те, що Муса прийшов з армією, та його втечі. На думку Д. Кастриціса, пияцтво Сулеймана Челебі в османських хроніках «служить очевидним політичним цілям».
Сулейман Челебі намагався втекти до Константинополя, але 17 лютого 1411 року був схоплений і вбитий. Джерела не сходяться в тому, чи Муса наказував про вбивство брата. «Коротка візантійська хроніка» сухо повідомляла: «Коли емір Сульман почув про це, він злякався і спробував бігти, але був спійманий в районі Бріс і задушений 17 лютого, тобто у вівторок». За «Ахвалом», Сулейман Челебі втікав уночі до Константинополя, але під час втечі провідник зрадив його, привівши в чуже село Дегенджілер, жителі якого оточили їх і взяли в полон. Селяни видали втікача Мусі, який звелів відразу задушити брата. Проте Ашикпашазаде і Дука стверджували, що Муса не наказував стратити брата. За їхніми описами, коли Муса дізнався, що Сулеймана Челебі вбили мешканці села, він наказав спалити село, щоб помститися за його вбивство. Д. Кастриціс писав: «Ми ніколи не дізнаємося напевно, був він страчений за прямим наказом Муси чи ні».
Голову Сулеймана Челебі привезли Мусі в Едірне.

### Правління Муси
В Едірне Муса проголосив себе султаном. У період його правління частота набігів акінджі на християн суттєво зросла. Румелійські сипахи, тимаріоти та санджакбеї визнали Мусу султаном. Він карбував монети (збереглася монета від 813 року). Муса призначив Кер Шах Меліка (або Чандарли Ібрагіма) візиром, шейха Бедреддіна — кадіаскером, а Міхалоглу Мехмед-бея — бейлербеєм. Він уклав договори з Венецією та сусідніми князівствами.
Відразу після початку правління Муси люди деспота Стефана Лазаревича стали грабувати території Муси, а візантійський імператор звільнив з-під варти сина Сулеймана Челебі Орхана, Якого Батько там залишив у заручниках. Муса Челебі виступив проти Стефана Лазаревича і захопив багато його замків. Потім восени 1411 року Муса осадивши Константинополь, але облога виявилася безуспішною. За словами Халкокондила, візантійці здобули перемогу в морській битві біля Яссіади. Крім того, багато прихильників Муси покинули його: Георгій Бранкович втік до Константинополя, Мехмед Міхалоглу та Ібрагім-бей (син Ісфендіяра-бея) втекли до Анатолії до Мехмеда Челебі. За словами Нешрі, Ібрагім повідомив Мехмеда Челебі, що Муса вбив деяких беїв і конфіскував їхнє майно, це викликало невдоволення жителів Румелії, і вони вирішили його скинути. За словами турецького історика Ф. Башара, Муса був «занадто суворий до свого оточення і чиновників». Дізнавшись, що Муса покинутий багатьма прихильниками, Мехмед Челебі зрозумів, що настав час напасти на брата. За допомогою імператора Мануїла він переправився через Босфор і навесні 1413 року або в жовтні 1412 року напав на Мусу в Іджигізі. Муса переміг, але після битви його покинули ще два уджбея — Паша Їгіт і Міхалоглу Юсуф, які втекли до Стефана Лазаревича і напали на володіння муси з сербами. Мехмед Челебі, поранений у битві, був змушений повернутися до Анатолії через заколот Джунейда Ізміроглу. Придушивши заколот, Мехмед Челебі за допомогою Мануїла знову переправився через Босфор в Румелію. Він напав на Мусу, але був змушений відступити через розлив річок, що перегородили дороги.
Після відходу Мехмеда Челебі до Анатолія Муса на початку січня 1413 року напав на Стефана Лазаревича, захопив Вранью й обложив Ново-Брдо. Облога була невдалою, але, мабуть, Муса захопив Соколац, Липовац, Болвац, Сврджліга, Сталац та Копріан. Цей похід йому довелося перервати, ймовірно через повідомлення про висадку в Салоніках сина Сулеймана Челебі, Орхана. Муса вирушив до Албанії. Імовірно, саме в цей час він одружився з позашлюбною дочкою деспота Яніни Карло Токко. З Албанії він рушив до Салоників, переміг Орхана і полонив його, а потім повернувся до Едірне, де наказав засліпити Орхана.

### Смерть Муси
Сербський деспот направив посланника до Мехмеда Челебі. Він запропонував йому виступити проти Муси зі сходу одночасно з виступом Сербських, угорських та боснійських військ. Навесні або на початку літа 1413 року Мехмед Челебі знову прибув до Румелії на суднах Мануїла. До нього приєдналися Паша Йігіт, Евренос, Барак Евреносоглу, Сінан-бей з Тріккали, колишній союзник муси брат Джунейда ізміроглу Хамзи-бей, бей Дулкадіра Мехмед, на дочка якого Мехмед Челебі був одружений. У першій битві 5 липня 1413 року під горою Вітоша поблизу Софії Муса здобув перемогу над Мехмедом Челебі. Однак, будучи покинутий прихильниками, Муса був змушений відступити спочатку в Загру, а звідти в Дегірмендере і приїхав в Чамурлуову з невеликим загоном яничар. За припущенням К. Імбера, до зради прихильників Муси призвело те, що він захопив їх майно, намагаючись поповнити скарбницю, спорожнілу через війни. Після останнього бою поранений Муса намагався втекти до Волощини (він втратив в битві руку). За однією версією, він там і помер. За іншою версією, 5 липня 1413 року його схопили і задушили люди Мехмеда Челебі (Баязид-паша, Міхалоглу Яхші-бей і Бурак-бей). К. Імбер дотримувався версії, що «Мехмед захопив Мусу і вбив його». Тіло Муси було доставлено в Бурсу і поховано в тюрбе батьків.
Мехмед Челебі оголосив в Едірні себе єдиним правителем Османської імперії, період міжцарства закінчився. Через три роки після смерті Муси шейх Бедреддін очолив повстання проти Мехмеда Челебі в Румелії, мабуть, сподіваючись заручитися підтримкою колишніх чиновників Муси, яких Мехмед Челебі позбавив володінь після поразки свого брата.

## Родина
Відомо про двох дружин Муси Челебі:
- дочка Мірчі I;
- дочка Карло Токко.

## Особистість
Відповідно до «Менакібнаму про шейха Бедреддіна», Муса Челебі був справедливим і терпимим султаном. За словами К. Імбера, сучасні дослідники сходяться на думці, що Муса, як і його кадіаскер шейх Бедреддін, дотримувалися ідей егалітаризму в соціальних та релігійних питаннях.